# Jacques Veyrat

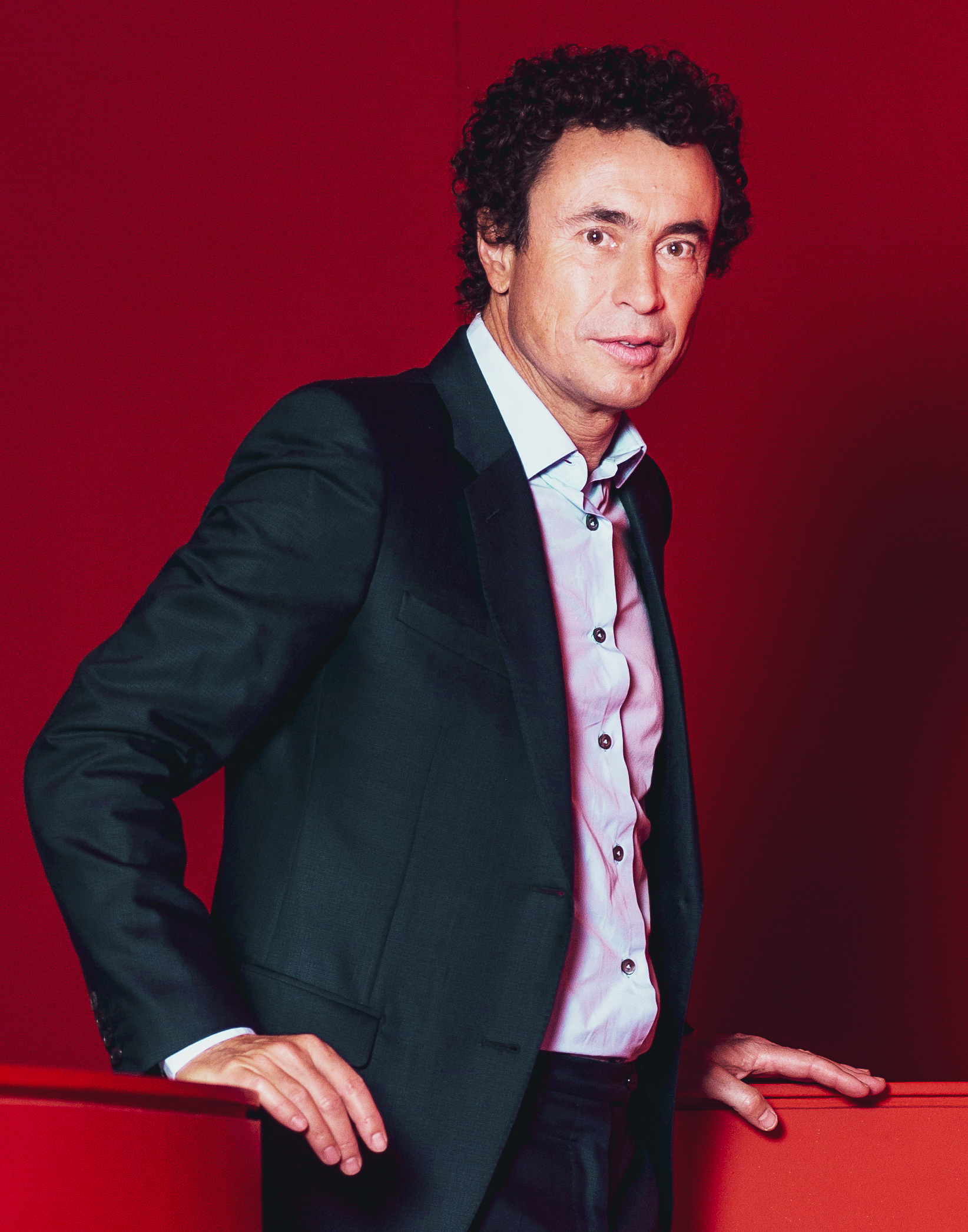
Jacques Veyrat

Jacques Veyrat (* 4. November 1963 in Chambéry (Département Savoie)) ist ein französischer Geschäftsmann, Unternehmer und Milliardär.

## Ausbildung
Nach der École polytechnique besuchte er die École nationale des ponts et chaussées und schloss mit einem MBA am Collège des ingénieurs in Management und Ingenieurwissenschaften ab.

## Berufliche Karriere
Nach seiner Ausbildung arbeitete er ab 1898 für die französische Regierung in verschiedenen Position, zunächst im Finanzsektor, dann ab 1991 im Bereich internationale Beziehungen.
1995 trat er in die Firma Louis Dreyfus Armateurs ein, die er ab 1997 als Generaldirektor führte. Er betrieb den Aufbau des Telekommunikations-Zweiges der Firma. 2008 ernannte ihn Robert Louis-Dreyfus zum Präsidenten seiner Firma. 2009 starb Robert Louis-Dreyfus, seine Witwe Margarita Louis-Dreyfus wurde Eigentümerin. Nach Differenzen wegen der weiteren Ausrichtung der Firma verließ er 2011 Louis Dreyfus Armateurs und gründete seine eigene Firma Impala. Impala ist eine Holding mit Beteiligungen in den Bereichen Energie, Asset Management, Industrie, Sicherheit und weiteren Sparten. Er übernahm oft Firmen in finanziellen Schwierigkeiten und sanierte sie. Auffallend ist, dass zu seiner Holding neben klassischen Industriebeteiligungen auch Firmen wie Roger & Gallet (Kosmetik), Pullin (Unterwäsche) und Philosophie magazine (Zeitschrift) gehören.
Jacques Veyrat sitzt auch in Kontrollgremien folgender Firmen:
- Vorstandsvorsitzender Fnac Darty
- Vorstandsvorsitzender Impala
- Vorstandsvorsitzender Iliad
- Vorstandsvorsitzender Neogen (erneuerbare Energie)
- Unabhängiger Direktor Groupe Bruxelles Lambert (GBL)
- Mitglied des Aufsichtsrats Louis Dreyfus Armateurs

2024 nahm Jaques Veyrat mit einem Vermögen von 3.500 Mio. € Rang 38 der reichsten Franzosen ein.

## Ehrungen
2003 wurde er zum Mitglied der Ehrenlegion ernannt, 2010 zum Ritter der Ehrenlegion.